# Nippotipula
Nippotipula is een ondergeslacht van het geslacht van insecten Tipula binnen de familie langpootmuggen (Tipulidae).

## Soorten
Deze lijst van 16 stuks is mogelijk niet compleet.
- T. (Nippotipula) abdominalis (Say, 1823)
- T. (Nippotipula) anastomosa (Edwards, 1928)
- T. (Nippotipula) brevifusa (Alexander, 1940)
- T. (Nippotipula) coquilletti (Enderlein, 1912)
- T. (Nippotipula) edwardsomyia (Alexander, 1964)
- T. (Nippotipula) fanjingshana (Yang and Yang, 1988)
- T. (Nippotipula) flavostigmalis (Alexander, 1953)
- T. (Nippotipula) kertesziana (Alexander, 1964)
- T. (Nippotipula) klapperichi (Alexander, 1941)
- T. (Nippotipula) masakiana (Alexander, 1968)
- T. (Nippotipula) metacomet (Alexander, 1965)
- T. (Nippotipula) phaedina (Alexander, 1927)
- T. (Nippotipula) pseudophaedina (Yang and Yang, 1992)
- T. (Nippotipula) pulcherrima (Brunetti, 1912)
- T. (Nippotipula) sinica (Alexander, 1935)
- T. (Nippotipula) susurrans (Edwards, 1932)